# Nikkan Sports

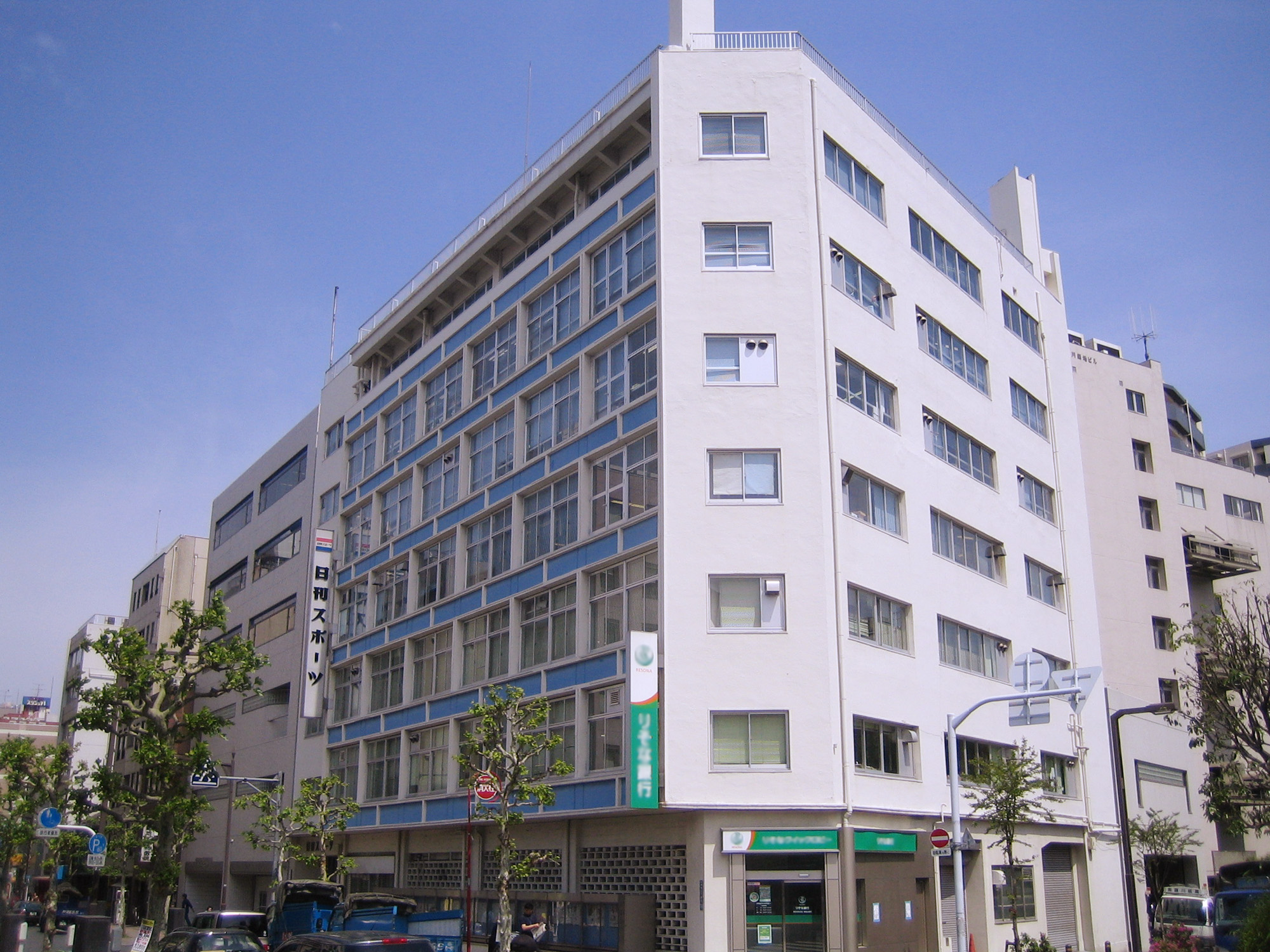
Siège social du Nikkan Sports à Tokyo

Nikkan Sports (日刊スポーツ, Nikkan Supōtsu) est le premier quotidien japonais de sports, créé le 6 mars 1946. Affilié au Asahi Shinbun, son tirage est de 1 661 828 exemplaires et son siège social à Tokyo.